# شهرستان یودو
شهرستان یودو (به لاتین: Yudu County) یک شهرستان‌های جمهوری خلق چین در چین است که در گانژوو واقع شده‌است.
 شهرستان یودو  ۱٬۰۴۶٬۷۶۹ نفر جمعیت دارد.